# Victoria Vaccaro García
Victoria Vaccaro García (Guayaquil, 1998) es una poeta ecuatoriana.

## Biografía
Publicó su primera obra, el poemario Árbol ginecológico, en 2020 de la mano de la editorial de fanzines Crímenes en Venus. Posteriormente, una nueva edición fue publicada por la editorial Libero en 2021. La obra, que entre otros temas aborda la maternidad desde un aspecto simbólico, fue recomendada por el periódico El Universo como uno de los libros para leer durante el mes del orgullo.
Ese mismo año, obtuvo una mención de honor en la decimocuarta edición del Concurso nacional de poesía Ileana Espinel Cedeño, cuyo primer lugar fue ganado por la poeta Andrea Rojas.
En 2022, ganó el Premio Internacional de Poesía Ana María Iza con su obra Breve mitología del cuerpo original, que Vaccaro envió al certamen con el seudónimo de Opalina Desirée Azucena Uva. El jurado, que estuvo conformado por los escritores Sara Vanegas Coveña, Juan Suárez Proaño y Ricardo Montiel, afirmó sobre la obra: «Es un poemario que nos enfrenta a la necesaria pregunta por aquellas heridas y triunfos que construyen la identidad». El libro fue publicado por Casa Editora y El Ángel Editor y presentada durante la edición de ese año del Encuentro Internacional de Poesía en Paralelo Cero. Entre las personalidades que elogiaron el poemario se ubicó el escritor Raúl Vallejo, quien lo describió como una obra sobre la identidad LGBT en el que «la naturaleza se vuelve presencia sensorial que anda junto al hablante lírico en su transición».

### Vida personal
Vaccaro García es una mujer trans y tomó consciencia sobre su identidad de género desde corta edad.

## Obras
Poemarios
- Árbol ginecológico (2020)
- Breve mitología del cuerpo original (2022)